# Castillo de Gurb
El castillo de Gurb está situado en el centro (841 m) del municipio de Gurb, en la cima del característico cerro conocido por su nombre homónimo, y se alza detrás mismo de la vieja iglesia parroquial de San Andrés (563 m). Está coronado por una gran cruz de hierro.
Tras su ruina prácticamente desde el siglo XIV, en una excavación de 1968 realizada por un grupo de gente de Gurb apareció la base de una gran torre circular, fragmentos de muralla, los inicios de un arco y la cisterna. También se encontraron los restos de la capilla de San Esteban, que en el siglo XIV tenía cura y beneficio propio.
La historia de Gurb comienza con la historia del castillo. La documentación de Vich hace mención del castrum Gorbi o Gurbi a partir del 886. Desde el año 942, el castillo consta en poder del vicario o gobernador condal Ansulf, que actuó entre los años 942 y el 990, y compró alodios del término al conde Borrell los años 961 y 972, para ampliar el patrimonio familiar.